# إيملي هيوز
إيملي هيوز (بالإنجليزية: Emily Hughes)‏ هي متزلجة فنية أمريكية، ولدت في 26 يناير 1989 في نك الكبرى ‏ في الولايات المتحدة.

## وصلات خارجية
- إيملي هيوز على موقع الاتحاد الدولي للتزلج (الإنجليزية)
- إيملي هيوز على موقع أوليمبيديا (الإنجليزية)
- إيملي هيوز على موقع IMDb (الإنجليزية)
- إيملي هيوز على موقع قاعدة بيانات الفيلم (الإنجليزية)